# Coupe du monde de ski de fond 1981-1982
Navigation
Édition suivante
La 1re édition de la Coupe du monde de ski de fond s'est déroulée du 9 janvier 1982 au 13 avril 1982. L'Américain Bill Koch remporte le classement général chez les hommes pendant que la Norvégienne Berit Aunli remporte la Coupe du monde.

## Classements

### Classements généraux
| Rang | Nom               | Points |
| ---- | ----------------- | ------ |
| 1    | Bill Koch         | 121    |
| 2    | Thomas Wassberg   | 114    |
| 3    | Harri Kirvesniemi | 106    |
| 4    | Jean-Paul Pierrat | 82     |
| 5    | Oddvar Brå        | 77     |
| 6    | Jochen Behle      | 67     |
| 7    | Jan Ottosson      | 60     |
| -    | Dan Simoneau      | 60     |
| 9    | Giorgio Vanzetta  | 57     |
| 10   | Juri Burlakov     | 56     |

| Rang | Nom                   | Points |
| ---- | --------------------- | ------ |
| 1    | Berit Aunli           | 136    |
| 2    | Brit Pettersen        | 126    |
| 3    | Květa Jeriová         | 113    |
| 4    | Marit Myrmæl          | 104    |
| 5    | Anette Bøe            | 95     |
| 6    | Anna Pasiarová        | 92     |
| 7    | Blanka Paulů          | 81     |
| 8    | Karin Jäger           | 79     |
| 9    | Inger Helene Nybråten | 76     |
| 10   | Marie Johansson       | 74     |

## Calendrier et podiums

### Hommes
| Étape                                                                      | Lieu          | Épreuve         | Date            | Vainqueur               | Deuxième          | Troisième         |
| -------------------------------------------------------------------------- | ------------- | --------------- | --------------- | ----------------------- | ----------------- | ----------------- |
| 1                                                                          | Reit im Winkl | 15 km Classique | 9 janvier 1982  | Pål Gunnar Mikkelsplass | Tor Håkon Holte   | Thomas Wassberg   |
| 2                                                                          | Le Brassus    | 15 km Classique | 16 janvier 1982 | Bill Koch               | Thomas Wassberg   | Benny Kohlberg    |
| 3                                                                          | Brusson       | 30 km Classique | 24 janvier 1982 | Bill Koch               | Jean-Paul Pierrat | Sergej Sokarev    |
| Championnats du monde de ski nordique 1982 (19 février au 28 février 1982) |               |                 |                 |                         |                   |                   |
| 4                                                                          | Lahti         | 50 km Classique | 7 mars 1982     | Oddvar Brå              | Jan Lindvall      | Maurilio De Zolt  |
| 5                                                                          | Falun         | 30 km Classique | 12 mars 1982    | Bill Koch               | Dan Simoneau      | Thomas Wassberg   |
| 6                                                                          | Štrbské Pleso | 15 km Classique | 19 mars 1982    | Harri Kirvesniemi       | Thomas Wassberg   | Jochen Behle      |
| 7                                                                          | Castelrotto   | 15 km Libre     | 27 mars 1982    | Bill Koch               | Miloš Bečvář      | Harri Kirvesniemi |

### Femmes
| Étape                                                                      | Lieu          | Épreuve         | Date            | Vainqueur      | Deuxième           | Troisième             |
| -------------------------------------------------------------------------- | ------------- | --------------- | --------------- | -------------- | ------------------ | --------------------- |
| 1                                                                          | Klingenthal   | 10 km Classique | 9 janvier 1982  | Květa Jeriová  | Brit Pettersen     | Anna Pasiarová        |
| 2                                                                          | La Bresse     | 5 km Classique  | 15 janvier 1982 | Květa Jeriová  | Berit Aunli        | Marit Myrmæl          |
| 3                                                                          | Furtwangen    | 5 km Classique  | 22 janvier 1982 | Květa Jeriová  | Gabriela Svobodová | Blanka Paulů          |
| Championnats du monde de ski nordique 1982 (19 février au 28 février 1982) |               |                 |                 |                |                    |                       |
| 4                                                                          | Lahti         | 10 km Classique | 6 mars 1982     | Anette Bøe     | Berit Aunli        | Inger Helene Nybråten |
| 5                                                                          | Falun         | 20 km Classique | 12 mars 1982    | Brit Pettersen | Marit Myrmæl       | Anette Bøe            |
| 6                                                                          | Štrbské Pleso | 10 km Classique | 28 mars 1982    | Blanka Paulů   | Berit Aunli        | Karin Jäger           |
| 7                                                                          | Kiruna        | 5 km Classique  | 13 avril 1982   | Brit Pettersen | Berit Aunli        | Inger Helene Nybråten |